# Münzbach (Freiberger Mulde)
Der Münzbach (regional meist als die Münzbach bezeichnet) oder auch Loßnitzbach ist ein 18,5 km langer linker Nebenfluss der Freiberger Mulde in Sachsen.

## Verlauf
Der Münzbach entspringt etwa 3 km südlich von Brand-Erbisdorf im Waldstück Niederfrei, etwa auf 535 m Höhe über NN. Noch in diesem Waldstück bindet er den Kohlbach-Kunstgraben ein beziehungsweise nimmt dessen Wasser auf. Er fließt in nordöstliche Richtung und speist in 495 m Höhe NN den Erzengler Teich und die Kunstteiche Rothbächer Teich sowie Lother Teich. Mit dem Lother Teich tangiert er gleichzeitig den Hohbirker Kunstgraben. Im westlichen Teil des zu Weißenborn/Erzgeb. gehörenden Ortes Berthelsdorf passiert er die Straße Brand-Erbisdorf – Weißenborn und die Eisenbahnstrecke Freiberg – Brand-Erbisdorf – Großhartmannsdorf, um in den Großen Hüttenteich bei ca. 445 m NN einzumünden. Diesen verlässt der Münzbach wieder in nördlicher Richtung und passiert den Stadtteil Langenrinne. Der Neue Teich in Oberloßnitz wurde nach seinem Bruch am 2. Juni 1839 nicht wieder hergestellt.

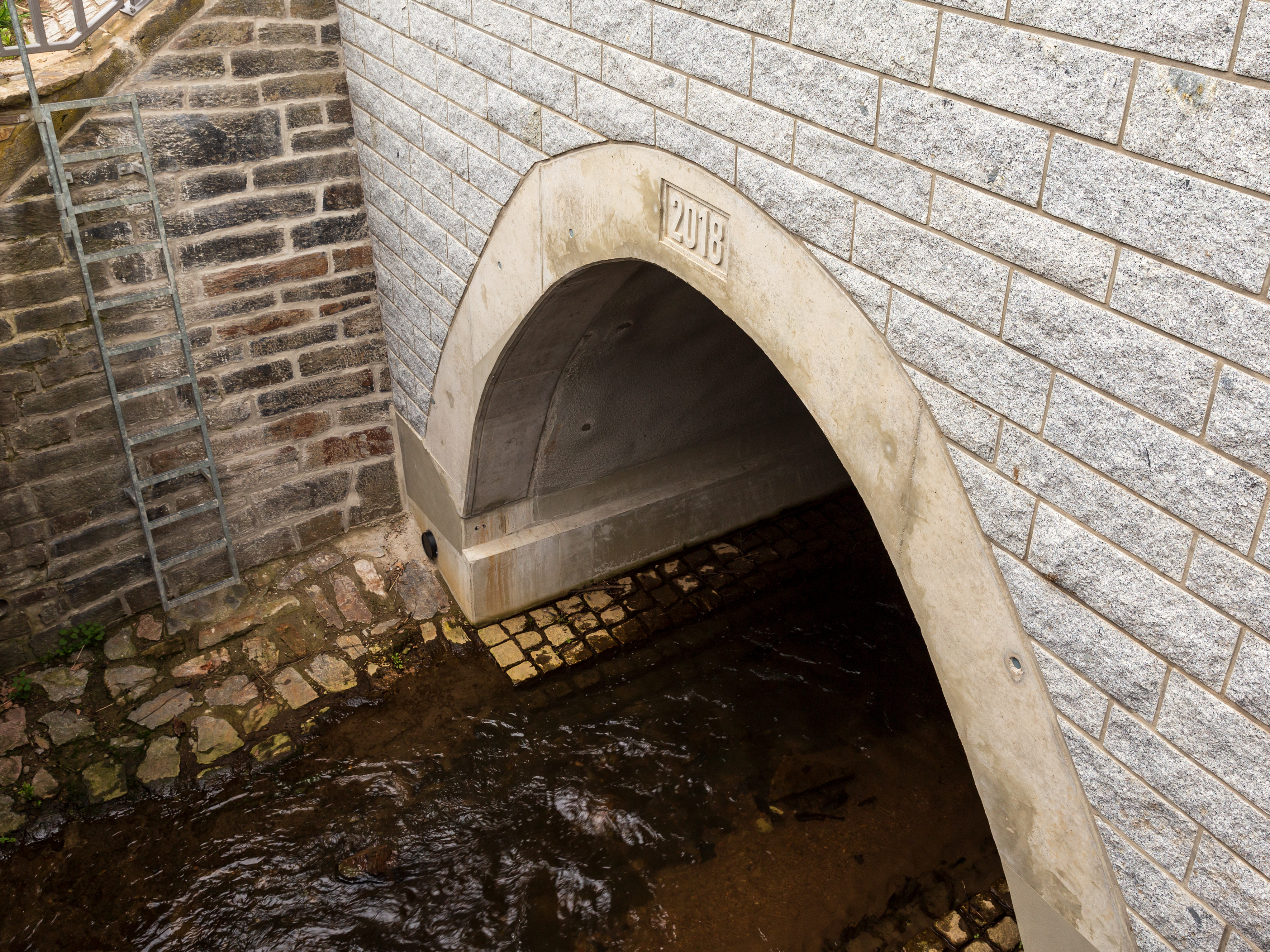
Blick in den verrohrten Abschnitt am Bahndamm in Freiberg

In der Stadt Freiberg ist der Münzbach seit dem 19. Jahrhundert verrohrt. Der Beginn der Verrohrung liegt südlich der Sachsen-Franken-Magistrale etwa 400 m über NN. Der Münzbach stellt noch den Hauptvorfluter der Freiberger Kanalisation dar, seit dem Jahre 2003 erfolgt die etappenweise Erneuerung des Münzbachsammelkanals zur Trennung des Baches und des Abwassers (Mischwasser). Nach etwa 2,5 km in einer Höhe von etwa 375 m über NN verlässt er den unterirdischen Lauf in Richtung Norden, nachdem er als einzigen nennenswerten Nebenfluss den ebenfalls verrohrten, von links kommenden Goldbach aufgenommen hat. Dabei durchfließt er das Freiberger Stadtviertel Loßnitz und tritt anschließend in sein sich immer weiter vertiefendes Tal ein. Auf dem letzten Abschnitt verläuft er nochmals auf etwa 300 m unter einer circa 30 m hohen, das Tal des Münzbaches abriegelnden Halde.
Nahe der Altväterbrücke und der Rothenfurter Mühle mündet der Münzbach nach etwa 5 km zwischen Halsbrücke und Rothenfurth in einer Höhe von 295 m über NN in die Freiberger Mulde.
Der Münzbach überwindet einen Höhenunterschied von etwa 220 m.